# Karahardash
Karahardaš was de zoon van koning Burnaburiaš II en een Assyrische prinses Muballitat-Sherua, de dochter van koning Aššur-uballiṭ I van Assyrië. Hij volgde zijn vader op als koning van het Kassietenrijk Karduniaš. Maar enige maanden later werd hij door een legeropstand van de troon gestoten, mogelijk omdat zij een te grote invloed van de Assyrische vorst vreesden. De opstandelingen zetten ene Nazibugaš op de troon die 'een zoon van niemand' was.